# Beenzwart
Beenzwart is een voornamelijk uit koolstof bestaand materiaal dat vervaardigd wordt door verkoling van dierlijke beenderen. Dit geschiedt in een beenzwartbranderij. Beenzwart wordt gebruikt als pigment, bij de raffinage van suiker en het ontfoezelen van wijn en gedistilleerde dranken zoals aardappelbrandewijn en moutwijn.
Alternatieven voor de raffinageprocessen zijn houtskool en actieve kool, terwijl carbon black en pigment black uit steenkoolteerdestillaat als vulmiddel voor rubberproducten respectievelijk zwart pigment wordt toegepast.

## Geschiedenis
In 1727 kregen Arn. Waterham en R. en A. van Sonsbeeck permissie om een lijmmakerij te mogen oprichten in het Holtenbroek gelegen aan het Zwarte Water. Dit was het ontstaan van de zogenaamde "bottenfabriek"; er werd niet alleen lijm gefabriceerd, maar ook beenzwart voor allerlei doeleinden. 
Omstreeks 1790 werd door Johann Tobias Lowitz de ontkleurende werking van houtskool ontdekt. Het gebruik van beenzwart voor de suikerraffinage werd in 1810 ontdekt door Pierre Figuier. In 1815 nam de Engelsman Martineau een patent op het zuiveren van ruwsuiker met behulp van beenzwart 
Vanaf 1812 verving het beenzwart aldus de houtskool bij de raffinage van ruwe suiker. Een aantal moeilijkheden moesten echter worden opgelost, waaronder het hergebruik van het (dure) beenzwart.
In 1827 werd in Nederland de eerste beenzwartfabriek opgericht door Arnold Willem de Visser (1792 - 1837). De fabriek, later bekend en berucht als de Benenkluif, bevond zich in Utrecht. Deze leverde aan suikerraffinaderijen. Er werden ook fabrieken opgezet om beenzwart te regenereren. Hiervoor was zoutzuur nodig. De eerste verscheen in Nederland in 1843 en werd opgericht door Jarman.